# Georgi Hristov
Georgi Hristov (en macedonio: Ѓорѓи Христов, romanizado como Gjorgji Hristov; Bitola, RFS de Yugoslavia; 30 de enero de 1976) es un exfutbolista macedonio. Jugaba de delantero.
Hristov jugó 48 encuentros a nivel internacional con la selección de Macedonia entre 1995 y 2005, donde anotó 18 goles. Es el segundo goleador histórico de su selección.

## Clubes
ref.

### Como jugador
| Club                  | País         | Año       |
| --------------------- | ------------ | --------- |
| Partizan              | Serbia       | 1994-1997 |
| Barnsley              | Inglaterra   | 1997-2000 |
| NEC Nijmegen          | Países Bajos | 2000-2003 |
| Zwolle                | Países Bajos | 2003-2004 |
| Dunfermline Athletic  | Escocia      | 2005      |
| Debrecen              | Hungría      | 2005      |
| Hapoel Nazareth Illit | Israel       | 2006      |
| Niki Volou            | Grecia       | 2006      |
| Olympiakos Nicosia    | Chipre       | 2007      |
| Den Bosch             | Países Bajos | 2007-2008 |
| Baku                  | Azerbaiyán   | 2008      |
| JJK Jyväskylä         | Finlandia    | 2009      |

### Como entrenador
| Club               | País                | Año       |
| ------------------ | ------------------- | --------- |
| FK Metalurg Skopje | Macedonia del Norte | 2011-2012 |